# مار (جزيرة)
جزيرة مار  (بالإسبانية: Isla de Mar) جزيرة إسبانية تقع في البحر الأبيض المتوسط، هي إحدى الجزر الثلاثة المكونة لأرخبيل جزر الحسيمة.
تبلغ مساحة جزيرة مار 0,014 كم² وهي غير مأهولة بالسكان.